# Axelia Kallin
Anna Axelia Kallin, född Sellin den 22 september 1899 i Mo församling i Ångermanland, död den 5 juli 1997 i Södertälje, var en svensk lärare och politiker (Moderaterna). 
Axelia Kallin växte delvis upp i USA och studerade vid University of Minnesota, där hon blev bachelor of arts. I mitten av 1920-talet återvände hon till Sverige och ingick äktenskap med Hjalmar Kallin, som var docent i romanska språk.
Kallin satt i partistyrelsen 1938–1962. Hildur Lien i Örebro, Axelia Kallin i Södertälje och Saga Bergsten i Arvidsjaur blev de tre första kvinnorna som valdes in i Moderaternas partistyrelse.
Hon placerades i flera val på riksdagslistorna, men ej på valbar plats. Hon satt i Södertäljes stadsfullmäktige 1938–1966. Hennes nominering var inte okontroversiell. Kommunfullmäktige i Södertälje hade ingen kvinna alls 1938, och då hon nominerades förklarade partiet att man inte ville nominera någon fler, men hon genomdrev ändå att ytterligare en kvinna nominerades. 
Hon var ledamot av Vasaorden.